# TOKYO SQUARE in Itabashi
TOKYO SQUARE in Itabashi（トウキョウ・スクエア・イン・イタバシ）は、東京都板橋区前野町に所在するリング常設のプロレス&格闘技専門のイベントホールである。

## 概要
- プロレス用リングが常設されているイベント会場。そのため、主にプロレス興行への貸出をおこなっている。
- 最大キャパシティ250名。東西に列ごとの段差を設け手すりが設置されたスタンディング席89名。住宅街のためライブハウス級の防音と音響設備を完備している[1]。
- 喫煙所、トイレは屋外に設置。入り口から試合会場までのロビーが広めに構築されている。
- デスマッチの形式・凶器も、火器以外はほぼ使用可能。
- 2025年1月29日、プレオープン。D.I.Eによる『TOKYOSQUARE in Itabashi 耐久テスト興行 D.I.E EXTRA～NO RESTRITION～』興行。
- 2月1日、正式オープン。プロレスリングFREEDOMSによる『TOKYOSQUARE in Itabashi こけら落とし興行 〜ダムズがこけら落としをさせていただきます！！〜』興行がこけら落としとして2日間（2月1日、2日）行われた。

## アクセス
- 東武東上線ときわ台駅より徒歩12分。
- 東武東上線上板橋駅より徒歩12分。
- 国際興業バス前野町六丁目より徒歩30秒。

専門の駐車場と駐輪場はなし。

## 興行を開催しているプロレス団体
- 大日本プロレス
- プロレスリングFREEDOMS
- プロレスリングSECRET BASE
- ダブプロレス
- JTO
- 飛鳥プロレス
- ベストボディ・ジャパンプロレスリング
- アイスリボン
- スターダム
- プロレスリングWAVE
- Actwres girl'Z